# Örtofta
Örtofta is een plaats in de gemeente Eslöv in Skåne, de zuidelijkste provincie van Zweden. De plaats heeft 192 inwoners (2005) en een oppervlakte van 44 hectare.
In het dorp ligt het slot Örtofta slott.

## Verkeer en vervoer
Bij de plaats loopt de Länsväg 104.
De plaats heeft een station aan de spoorlijn Katrineholm - Malmö.